# دومينيكو فيورافانتي
دومينيكو فيورافانتي (بالإيطالية: Domenico Fioravanti) (و. 1977  م) هو سباح إيطالي، ولد في نوفارا، شارك في الألعاب الأولمبية الصيفية 2000، وSwimming at the 2000 Summer Olympics – Men's 100 metre breaststroke ‏، وSwimming at the 2000 Summer Olympics – Men's 200 metre breaststroke ‏.

## روابط خارجية
- دومينيكو فيورافانتي على موقع الاتحاد الدولي للسباحة (الإنجليزية)
- دومينيكو فيورافانتي على موقع SwimRankings.net (الإنجليزية)
- دومينيكو فيورافانتي على موقع قاعة مشاهير السباحة العالمية (الإنجليزية)
- دومينيكو فيورافانتي على موقع اللجنة الأولمبية الدولية (الإنجليزية)
- دومينيكو فيورافانتي على موقع أوليمبيديا (الإنجليزية)
- دومينيكو فيورافانتي على موقع اللجنة الأولمبية الإيطالية (الإيطالية)
- دومينيكو فيورافانتي على موقع CONI honoured athlete website (الإيطالية)